# Magyar óriás nyúl
A magyar óriás nyúl az egyetlen őshonos nyúlfajtánk, amit az Országgyűlés nemzeti kinccsé nyilvánított.

## Története
Fiatal fajta, a két világháború között keletkezett. Őse az igen vegyes összetételű magyar parlagi nyulak és a magyar vadas nyúl mellett a 19. század végén hazánkba került belga óriás nyúl. A magyar parlagi nyúl igen szapora volt, de nem volt megfelelő minőségű sem a húsa, sem a szőrméje. Ezt a tulajdonságát kívánták feljavítani a tenyésztők, amikor a két világháború között keresztezték a belga óriással. A gyorsabban fejlődő és nagyobb testű nyulak több húst és nagyobb méretű prémet termeltek. A keresztezés kényszerű volt és tervszerűtlen, mindössze kistenyésztői szinten folyt. Az új fajtát először Fekete László írta le A házinyúl tenyésztése és egészségtana című könyvében 1941-ben. Ekkor a magyar óriás nyúl példányai már rendszeresen megjelentek a kiállításokon.
A háború után, 1958 és 1962 között a Kisállattenyésztési és Takarmányozási Kutatóintézet (KÁTKI) egy megfelelő húsnyúlfajta kialakítására törekedett, amit az akkor még igen heterogén magyar óriás nyulak feljavításával kívánt elérni. Ekkor keresztezték a magyar vadas nyúllal. Mivel a kutatások nem hozták meg a kellő eredményt, felhagytak a nyúlfajta további szervezett tenyésztésével. A kisgazdaságokban viszont továbbra is kedvelték a magyar nyulakat igénytelenségük, gyors növekedésük miatt. Tovább folytatták a magyar vadassal történő keresztezéseket, minek következtében a magyar vadas nyúl az 1980-as évek elején teljesen eltűnt, mint önálló fajta.
A magyar óriás nyulak fennmaradására súlyosan hatott, amikor a 80-as évektől a kistenyésztőknek többet fizettek a fehér színű állatokért, mint a színesekért. Ez kérdésessé tette a fajta fennmaradását. Ráadásul a nemzetközi szövetség sem ismerte el a fajtát. Kissé könnyebb lett a tenyésztők helyzete, amikor 1994-ben a nyulat felvették az őshonos állatok listájára. Ennek ellenére a magyar óriás nyúl napjainkban is rendkívül nehéz helyzetben van, állománya mindössze pár ezer példány lehet. A gazdasági hasznosításra irányuló nemesítés feladatát jelenleg senki nem vállalja.

## Jellemzői
Négy színváltozatban tenyésztik. A leginkább elterjedt a vadas vagy nyúlszürke (agouti). Ritkán előfordul fekete és vasderes színben. A fül a külső szélén és a hegyén feketés árnyalatú.
A fehér szín önálló színtípus, a fajtatiszta almokban csak fehér színű állatok születhetnek. A szőrzet minden testtájon egyenletes színeződésű. Kifejlett korban a testsúlya 5,5 – 7 kg közötti.
Igénytelen, gyors növekedésű, jó takarmányhasznosító. Ellenben rossz a nevelőképessége, aránylag sok a halvaszületés és alacsony a választáskori súly. Ezért gazdasági hasznosítása erősen kérdéses, bár húsának minősége nagyon jó.